# Linux Caixa Mágica
Linux Caixa Mágica (por vezes abreviado por Caixa Mágica, Linux CM ou CM) é um sistema operativo de código aberto gerido pela empresa Caixa Mágica Software. É uma distribuição portuguesa do sistema operativo Linux baseada na distribuição Debian. Dirige-se às empresas, particulares, educação e administração pública. Foi criado em outubro de 2000 com a atribuição do Prémio Milénio Expresso 2000 a três investigadores da Associação para o Desenvolvimento das Telecomunicações e Técnicas de Informática (ADETTI): Daniel Neves, José Guimarães e Paulo Trezentos. A versão gratuita do Linux Caixa Mágica está disponível em linha no sítio oficial e em mirrors (espelhos), sem qualquer tipo de suporte e apenas com acesso à documentação concebida pela comunidade de utilizadores. A versão paga inclui uma cópia em DVD, acesso ao manual em linha, suporte por telefone e por email.

## Versões e distribuição
Existem várias versões e formas de distribuição do Linux Caixa Mágica. As versões gratuitas e sem suporte são distribuídas no servidor da empresa e em outros servidores (mirrors), normalmente de instituições de ensino em Portugal. A versão paga, inclui suporte por telefone e por e-mail prestado pela empresa Caixa Mágica Software. Esta versão inclui também uma cópia em DVD e alguns benefícios adicionais como descontos em ações de formação da empresa. As distribuições digitais (em linha) estão disponíveis no formato .iso através dos protocolos http e ftp.

### Versões gratuitas
O "Linux Caixa Mágica DVD (32 bits)", "Linux Caixa Mágica DVD (64bits)", "Linux Caixa Mágica - Live CD Gnome" e "Linux Caixa Mágica - Live CD KDE" são gratuitos e estão disponíveis em linha no site oficial e em mirrors. Estas versões não têm suporte por telefone ou email nem manual de utilização, excepto o criado pela comunidade de utilizadores.

### Versão com suporte pago
O "Linux Caixa Mágica Pro" está disponível sob pagamento e pode ser descarregado em linha dos servidores da empresa. O DVD é entregue por correio ou adquirido nas lojas e grandes superfícies dos canais de distribuição da Porto Editora. Esta versão inclui suporte telefónico e em linha. O manual apenas está disponível em linha numa área reservada a clientes desta versão (e outros casos específicos), denominada "Rede de Conhecimento" (RdC).

### Versão para o Magalhães
O "Linux Caixa Mágica Mag" (Linux Caixa Mágica Magalhães, Linux CM E-Escolas, CmMag ou CM Magalhães) é baseado no Linux Caixa Mágica e foi criado especificamente para ser incorporado nos portáteis Magalhães dirigido às crianças. É distribuído gratuitamente em DVD pela J.P. Sá Couto apenas às escolas primárias para instalação nos portáteis. Também é incluído desde fábrica nos portáteis em dual boot com o Microsoft Windows XP Home ou, em alguns casos, com o Microsoft Windows XP Professional. Os portáteis Magalhães à venda ao público nas lojas  incluem o Caixa Mágica Mag e o Windows 7 ultimate.

### Versão do Ministério da Justiça
O "Linius CM" é o sistema operativo baseado no Linux Caixa Mágica, adaptada para o Ministério da Justiça de Portugal. Está disponível no sítio Linius do Ministério da Justiça..

### Código-fonte
O código-fonte do sistema operativo está disponível em linha através de um servidor de Subversion da Caixa Mágica Software.

## Programas

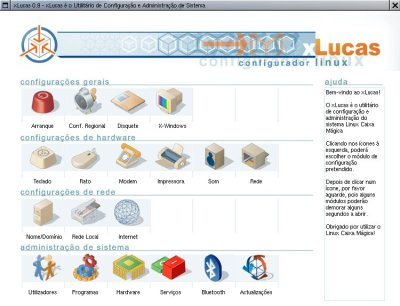
Captura de ecrã do "xLucas", um utilitário de configuração e instalação do Linux Caixa Mágica.

O Linux Caixa Mágica é acompanhado por cerca de 5 mil programas, que totalizam 4 GB. Nem todos esses programas estão disponíveis na versão Linux Caixa Mágica Mag, que contém outros programas dirigidos às crianças.
Os principais programas, em língua portuguesa são:
- OpenOffice
- Firefox
- GIMP
- KView
- Kopete
- Thunderbird
- aMule
- KNode
- K3b
- KsCD
- KMix
- amaroK
- Kaffeine
- Evaristo

## Utilização
Organismos e empresas que utilizam totalmente ou parcialmente o Linux Caixa Mágica:
- Câmara Municipal de Barcelos.[carece de fontes?]
- J.P. Sá Couto - desde setembro de 2008 que inclui o Linux Caixa Mágica Mag desde o lançamento dos portáteis Magalhães que produz destinados às crianças, excepto nos que são vendidos ao público nas lojas.
- Escolas secundárias portuguesas, nas salas destinadas à disciplina de Tecnologias da Informação e da Comunicação (TIC) lecionada a alunos do 9º e 10º ano. Instalada a versão Linux Caixa Mágica Desktop 8.1 Pro em cerca de 13 mil computadores, em dual boot com Microsoft Windows XP, excepto nos servidores das salas que utilizam apenas o Microsoft Windows Server 2003. Instalação conseguida através de um protocolo do Ministério da Educação e a empresa Sun, que por sua vez assinou um protocolo de entendimento com a Caixa Mágica Software.[7]
- Ministério da Justiça português - versão específica do Linux Caixa Mágica.[carece de fontes?]
- Em 28 de janeiro de 2008, foi integrado na oferta de portáteis do programa e-escola, através de uma parceria com a TMN e a Fujitsu Siemens.[8][9] Também foi integrado nos portáteis InSYS da Inforlândia.[carece de fontes?]

## História de lançamentos
| Data lançamento          | Nome                                                                      | Notas |
| ------------------------ | ------------------------------------------------------------------------- | --- |
| 31 de julho de 2002      | Caixa Mágica 8.01 (desktop)                                               | |
| 6/7 de outubro de 2003   | Linux Caixa Mágica Servidor 8.1                                           | |
| 14 de março de 2004      | Linux Caixa Mágica Desktop Pro 8.1                                        | Com CD, DVD, manual e suporte por telefone e email custava 78€ em 2004. Foi a primeira versão a ser distribuída em lojas, através de uma parceria, pela Porto Editora.[carece de fontes?]                                                                            |
| 26 de março de 2004      | Linux Caixa Mágica Desktop 8.1                                            | |
| 23 de outubro de 2003    | Linux@PME 8.1                                                             | Versão baseada na "Linux Caixa Mágica Servidor 8.1", dirigida a Pequenas e Médias Empresas, disponível sob pagamento, que em 24 de outubro de 2003 custava 105€. Não disponível em linha, apenas em caixa que incluía CD-ROM, manual, suporte telefónico e em linha. |
| 4 de abril de 2005       | Linux Caixa Mágica Desktop Pro 10                                         | |
| 14 de abril de 2005      | Linux Caixa Mágica Desktop 10                                             | Versão desenvolvida por 10 engenheiros da empresa durante 6 meses. |
| setembro/outubro de 2005 | Linius CM 2005 (desktop)                                                  | Versão destinada ao Ministério da Justiça de Portugal. |
| 26 de janeiro de 2006    | Linux Caixa Mágica Desktop 10 Live CD                                     | |
| 1 de fevereiro de 2006   | Linux Caixa Mágica Servidor 10 Pro                                        | Comercializado a 129€ na altura de lançamento |
| 13 de fevereiro de 2006  | Linux Caixa Mágica Servidor 10                                            | |
|                          | Linius CM 2006                                                            | |
| 16 de novembro de 2006   | Linux Caixa Mágica 11 Pro                                                 | Versão paga, disponível nas lojas, custava 99€ na altura de lançamento. Primeiro lançamento que integra as versões desktop e servidor numa só. Disponível em português e inglês.                                                                                     |
| 19 de dezembro de 2006   | Linux Caixa Mágica 11                                                     | |
| 1 de fevereiro de 2007   | Linux Caixa Mágica 11 Live CD (32 bits)                                   | |
| 5 de fevereiro de 2008   | Linux Caixa Mágica 12 DVD (32 bits)                                       | Alteração do anterior distro adoptado OpenSUSE para Mandriva Linux. Não possui suporte nativo para RAID por software, normalmente necessário em servidores. |
|                          | Linux Caixa Mágica 12 DVD (64bits)                                        | |
|                          | Linux Caixa Mágica 12 Pro                                                 | |
| 4 de Junho de 2008       | Linux Caixa Mágica 12 - Live CD Gnome Linux Caixa Mágica 12 - Live CD KDE | |
| Setembro de 2008         | Linux Caixa Mágica Mag 12                                                 | Versão baseada na "Linux Caixa Mágica 12" destinada a ser integrada no portátil Magalhães. Apenas disponível nos portáteis de fábrica e às escolas do ensino básico, público e privado, para instalação nos portáteis.                                               |
| 3 de Junho de 2009       | Linux Caixa Mágica 14                                                     | |
| 1 de Agosto de 2010      | Linux Caixa Mágica 15                                                     | |
| 2 de Julho de 2011       | Linux Caixa Mágica 16                                                     | Primeira versão da Caixa Mágica com uma base Debian. |
| 6 de Dezembro de 2011    | Linux Caixa Mágica 17                                                     | disponíveis as versões (tanto em 32 como 64bits, com possibilidade de actualização da versão 16 |
| 28 de Maio de 2012       | Linux Caixa Mágica 18                                                     | Versão da Caixa Mágica LTS (Long Term Support) o que permite dar garantias de actualizações de segurança durante um período de 5 anos. |
| 7 de Maio de 2013        | Linux Caixa Mágica 19                                                     | As principais novidades são a utilização do Gnome 3.6, Libreoffice 3.6.2, Kernel 3.5.0 bem como a a nova versão do software do cartão de Cidadão Português entre muitas outras.                                                                                      |
| 5 de Junho de 2013       | Linux Caixa Mágica 20                                                     | |
| 4 de Março de 2014       | Linux Caixa Mágica 21                                                     | Novidades a nível de software – como a fácil sincronização com o Google Drive e o Dropbox, a nova interface opcional que o Gnome disponibiliza, entre muitas outras.                                                                                                 |
| 4 de Agosto de 2014      | Linux Caixa Mágica 22 LTS                                                 | Novidades a nível de software, como a fácil sincronização com o Google Drive, Meo Cloud e Dropbox, o novo interface misto que o Gnome disponibiliza (Gnome Flashback e Gnome Classic) , entre muitas outras.                                                         |
| 10 de Abril de 2015      | Linux Caixa Mágica 23                                                     | Com o interface de utilização Gnome Shell, o Caixa Mágica 23 possui um aspecto moderno e funcional, que permite a qualquer utilizador tirar partido de todas as suas funcionalidades.                                                                                |

## Requisitos
|                            | Comp. secretária e portátil | Comp. secretária e portátil | Servidor      |
| Mínimo                     | Recomendado                 |                             | Servidor      |
| -------------------------- | --------------------------- | --------------------------- | ------------- |
| Processador                | Pentium II a 350 MHz        |                             |               |
| Memória RAM                | 64 MB                       | 128 MB                      |               |
| Disco rígido (capacidade)  | 4 GB                        |                             |               |
| Placa de vídeo (resolução) |                             |                             |               |
| Outros requisitos          | Leitor de DVD               | Leitor de DVD               | Leitor de DVD |